# Henry Wallich
Henry Christopher Wallich (geboren 10. Juni 1914 in Berlin; gestorben 16. September 1988 in Washington, D.C.) war ein amerikanischer Ökonom und Zentralbanker deutscher Herkunft.

## Leben
Wallich wurde in eine Berliner Bankiersfamilie geboren; sein Großvater Hermann Wallich war von 1870 bis 1894 einer der ersten Direktoren der Deutschen Bank. Im Zuge der Machtergreifung des Nationalsozialisten verließen die meisten Familienmitglieder Deutschland. Henry C. Wallich emigrierte 1933 erst nach Südamerika und anschließend (1935) in die USA, seine Schwester Christel ließ sich in Argentinien nieder, sein Bruder Walter in Großbritannien, wo er Journalist bei der BBC wurde. Henry C. Wallichs Vater Paul Wallich beging 1938 nach den Novemberpogromen Suizid, seine (nicht-jüdische) Mutter Hildegard wanderte 1939 in die USA aus, wo sie zeitweise mit Henrys Familie in New Haven lebte.
Wallich arbeitete zunächst im Finanzsektor, bevor er 1941 zur Federal Reserve Bank of New York wechselte. 1944 nahm Wallich die US-amerikanische Staatsbürgerschaft an; 1951 wurde er an die Universität Yale als Professor für Ökonomie berufen. In Yale und während eines Forschungssemesters in Frankfurt am Main verfasste Henry C. Wallich „The Mainsprings of the German Revival“, ein Standardwerk über das westdeutsche Wirtschaftswunder nach dem Zweiten Weltkrieg.
Wallich ließ sich 1958–61 von Yale beurlauben, um für die Administration Dwight D. Eisenhowers zu arbeiten, zunächst als Berater des Finanzministers Robert B. Anderson, dann als Mitglied des Council of Economic Advisers. Von 1965 bis 1974 schrieb er eine regelmäßige Kolumne für das Nachrichtenmagazin Newsweek, in der sich Wallich als moderater Ökonom abwechselte mit dem Keynesianer Paul A. Samuelson und dem Monetaristen Milton Friedman. Seine Rolle innerhalb dieses Trios – Samuelson und Friedman erhielten beide in den 1970er Jahren den Nobelpreis für Wirtschaftswissenschaften – kommentierte Wallich später wie folgt:

„Ich hatte immer das Gefühl, dass ich den gesunden Menschenverstand ('common sense') repräsentierte, dessen Aufgabe es war, die Stimmen des Genies zu dämpfen. Ich habe nicht herausgefunden wie Friedman und Samuelson darüber dachten.“

1974 wurde Wallich von Richard Nixon in den Gouverneursrat der Federal Reserve berufen, dem er zwölf Jahre lang angehörte, und in dem er sich einen Namen als Inflationsgegner und Verbündeter des (ab 1979) Ratsvorsitzenden Paul Volcker machte.
Henry C. Wallich heiratete 1950 die US-amerikanische Ökonomin Mable Brown. Gemeinsam hatten sie drei Kinder. Wallich verstarb 1988 an den Folgen einer Krebserkrankung.

## Schriften
- The Mainsprings of the German Revival (1955)
- The Cost of Freedom, Conservatives and Modern Capitalism, The Case For A Free Economy (1960)